# Época ibérica en la Comunidad Valenciana
La época ibérica en el actual territorio de la Comunidad Valenciana corresponde, aproximadamente, al periodo 5000-siglo III a. C. de la prehistoria, cuando los iberos eran el pueblo predominante en las costas de la península ibérica.

## Época preibérica
Los primeros vestigios de población que se tienen en el Comunidad Valenciana datan de la época paleolítica y están constituidos por algunos esqueletos y pinturas prehistóricas que han sido encontradas en algunas cuevas de la Comunidad. Así, en Játiva en la Cueva Negra se han encontrado algunos restos humanos de tipo neandertal que hacen pensar que esta cueva estuvo habitada en tiempos remotos. También son características de esta época las pinturas prehistóricas de Bicorp, Ares del Maestre, Valltorta, Morella, La Serreta (Alcoy), la cueva del Parpalló (Gandía), etc. Todas estas pinturas conforman lo que se denomina la Escuela Levantina y se caracterizan para representar escenas costumbristas de sus habitantes, y seguramente también debían de tener un significado mágico.

## Los iberos

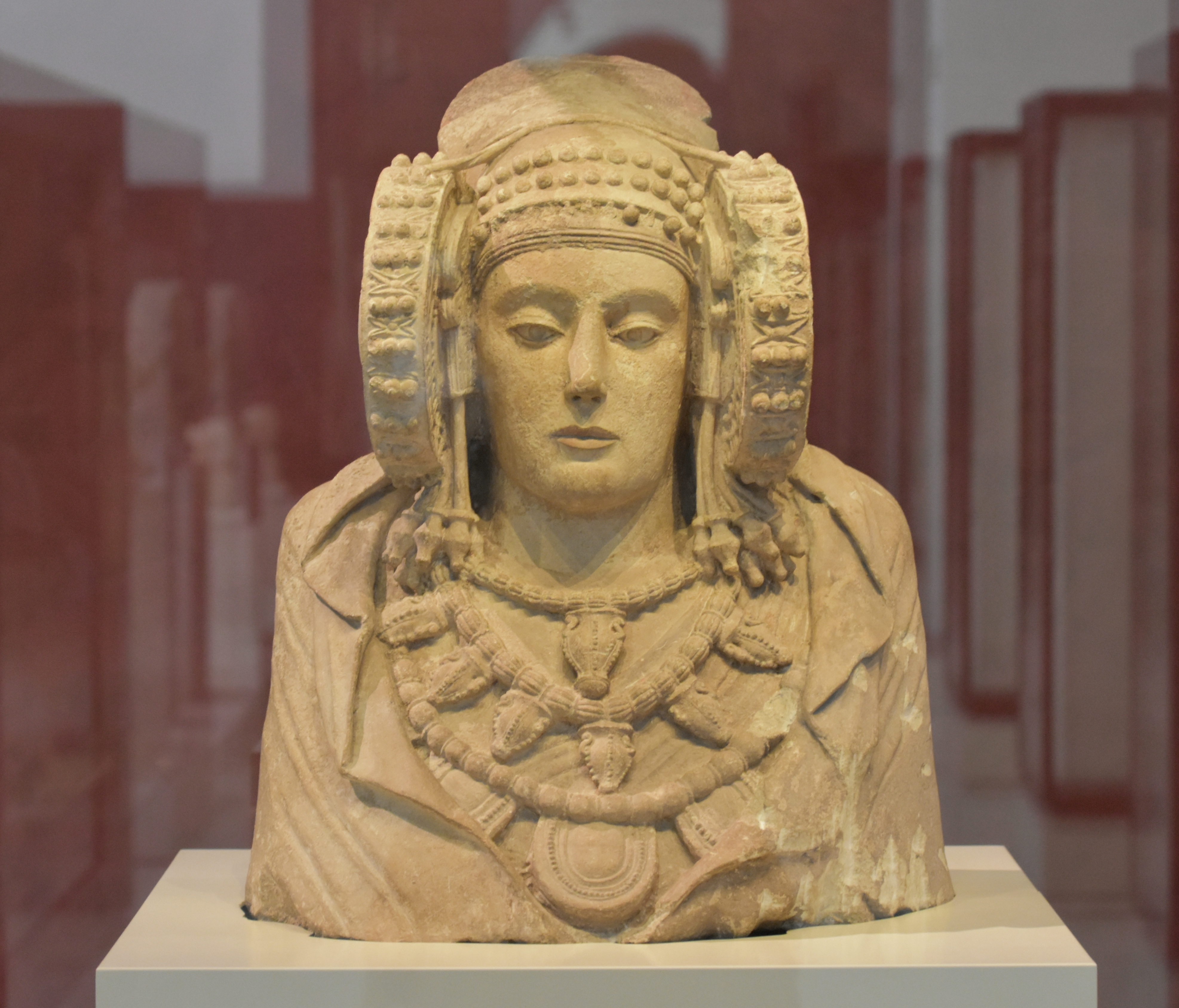
Dama de Elche, obra maestra del arte ibérico

Estos pueblos a pesar de sus características culturales comunes constituyeron tribus separadas y por lo tanto, formaban una serie de poblaciones cada una de ellas más o menos independiente de las otras pero dentro de una misma cultura. Las ciudades ibéricas más importantes gobernaban sobre las de una misma zona constituyendo un tipo de pequeños reinos con la población más importante como "capital".
En la Comunidad Valenciana, las características geográficas diferentes a las de la época actual hicieron que las principales poblaciones ibéricas estuvieran situadas fuera de la zona de la llanura donde actualmente se sitúa la Ciudad de Valencia, puesto que en aquella época, la laguna de la Albufera era mucho más grande y prácticamente unía el río Turia con el Júcar. Esto hacía de la zona de la llanura un lugar pantanoso y prácticamente inhabitable donde solo iban los cazadores de aves de vez en cuando.
Así pues los poblados más importantes estaban situados en lugares más altos, bordeando las zonas de humedales y metiéndose en tozales en "tierra firme" que hacían posible una mejor defensa y daban un terreno más firme donde construir alejado de las zonas pantanosas infestadas de mosquitos. La capital ibérica estaba situada donde se encuentra actualmente Liria (capital del Campo de Turia) bajo el nombre de Edeta. Todo parece indicar que tuvo una cierta importancia en la zona central de la región, hasta que fue destruida el 76 aC en las guerras de Sertorio.
Otros poblados ibéricos importantes eran: Arse (Sagunto), Saitabi (Játiva), Turís, Sucro (Albalat de la Ribera), Cullera, Elche, Mogente, etc.. Todo ello, todas estas poblaciones constituirían un tipo de red de ciudades-estado que estarían muy relacionadas entre ellas.
Sobre la Ciudad de Valencia antes de la época romana no hay referencias demasiado claras, pero todo parece indicar que había una pequeña población fortificada que habría llevado el nombre de Tyris o Tyrin, que estaba situada en una isla sobre el río Turia, río del que recibía su nombre.
Los iberos dejaron en la Comunidad Valenciana claras muestras de su arte, la más conocida de todas es la Dama de Elche, un busto de piedra que representa a una mujer noble de los ilicitanos. Con el cabello recogido en un complicado peinado. Otra de las muestras más representativas del arte ibérico encontradas en la Comunidad Valenciana, es el famoso Guerrero de Mogente, y que encontrado a la localidad del mismo nombre, representa un guerrero ibérico desnudo encima de un caballo con la falcata y preparado para entrar en combate. Esta estatua de plomo está muy conservada y una réplica de la misma se puede ver a la entrada de Mogente sobre un pilar de piedra. También han sido encontrados muchas piezas de cerámica, monedas, etc., en diferentes puntos de la geografía valenciana.

## Primeros contactos
Los pueblos que primero establecieron contacto con el contestanos y los edetanos que vivían en la actual Comunidad Valenciana, serían los fenicios, pueblo marinero que estableció varias factorías comerciales en la Comunidad Valenciana, como Herna (Guardamar de Segura).
Los griegos también fundaron varias colonias comerciales en la costa contestana como Hemeroskopeion (Denia) y entraron en claro conflicto con los fenicios que se fue resolviendo despacio hasta que la definitiva decadencia de los fenicios dejó a los griegos una cierta época de primacía.
Esta época durará muy poco, puesto que los cartagineses, descendientes de los fenicios,  de entraron en conflicto con los griegos y los derrotaron en la batalla naval de Alalia en el 535 AC, logrando el control de toda la península.
A pesar de todo, estos pueblos nunca ejercieron un control dominante sobre los pueblos autóctonos y se dedicaron solo a establecer contactos comerciales y a fundar factorías para negociar con los ibéricos, sin intervenir más que lo que era indispensable por sus asuntos comerciales.

## Las guerras púnicas
Mientras los cartagineses iban desarrollando su imperio marítimo, otra potencia había surgido en el Mediterráneo. Roma, una pequeña ciudad al lado del Tíber se había desenrollado hasta llegar a ser un gran imperio comercial y ahora le disputaba a Cartago el dominio de la isla de Sicilia.
Los cartagineses reclutaron soldados de los poblados ibéricos, y así muchos niños y jinetes edetanos combatieron del lado de Cartago en la primera guerra púnica. Fue una guerra larga que llevará más de una década y donde los cartagineses, después de fracasar al no poder tomar la ciudad de Siracusa fueron forzados a firmar una paz que los dejaba la península ibérica como la única salida para mantener su imperio comercial pero Amílcar Barca era atacado por un rey ibérico de la Comunidad Valenciana y murió ahogado en el Vinalopó durante la Batalla de Ilici en el 228 a. C.
En la segunda guerra púnica, el general Aníbal Barca atacó la ciudad de Arse, aliada de Roma, desencadenando los acontecimientos antes de que los romanos estuvieron preparados. Los saguntinos hicieron una defensa muy fuerte de su ciudad, y después de ocho meses de lucha muchos prefirieron suicidarse. Después de la toma de Sagunto, Aníbal reclutó muchos guerreros edetanos para cruzar los Pirineos y los Alpes para enfrentarse a los romanos en su propio territorio.
Sin la logística proporcionada por su hermano, Aníbal fue perdiendo existencias y no pudo obtener los equipos necesarios para tomar Roma, lo cual lo obligó a retirarse de territorio italiano. Después del fracaso en Italia tuvo que enfrentarse con Publio Cornelio Escipión el cual había desembarcado en la costa levantina conquistando mucho territorio cartaginés con lo cual empieza la época romana en la Comunidad Valenciana y en la Península. Finalmente, Aníbal fue derrotado en la costa africana.

## Lengua y escritura
La lengua de los iberos está documentada por escrito fundamentalmente en escritura ibérica nororiental y residualmente en escritura ibérica suroriental y en alfabeto grecoibérico. Los textos en lengua ibérica se pueden leer casi sin dificultades, pero en su mayor parte son incomprensibles, dado que la lengua ibérica es una lengua sin parientes bastante próximos como para ser útiles en la traducción de textos. Una de las escasas excepciones son los textos cortos que solo contienen nombres de personas, dado que la antroponímia ibérica es uno de los aspectos mejor conocidos de la lengua ibérica gracias a las inscripciones latinas.

## Estructura social
En este medio, potenciado por las influencias coloniales que actuaban desde la costa, las primitivas formaciones tribales heredadas de la Edad del Bronce empezaron a entrar en crisis a partir del momento en que la demanda exterior exigió la constitución de unas comunidades estructuradas, de forma que la producción y las redes de distribución estuvieran garantizadas por una autoridad central, con la consiguiente aparición de aristocracias y de una división del trabajo cada vez más acusada.
La existencia de esta aristocracia la conocemos gracias a la arqueología, y más concretamente, a la existencia, al sur de la Comunidad Valenciana, de una escultura animalística funeraria de prestigio, elaborada con piedra, que formaba parte de tumbas más o menos monumentales datables desde final del siglo VI a primeros del siglo IV, en las cuales enterraban a los miembros de la aristocracia.
Ciertos indicios proporcionados por las fuentes escritas relativas a las acciones dirigidas por los bárcidas durante la segunda mitad del siglo III en la península ibérica, después de la derrota sufrida en la primera contienda de Cartago contra Roma, señalan que, como mínimo en los territorios meridionales ibéricos, se había desarrollado una transformación de la estructura del poder tendente a la aparición de monarquías a menudo hereditarias, un fenómeno que parece que también se dio entre los ilergetes de la zona poniente de la actual Cataluña.

## Economía
Las fuentes clásicas no ofrecen prácticamente ninguna información sobre la economía de los iberos, por lo tanto la única fuente de información es la procedente de la arqueología.
En cuanto a la agricultura, los cereales constituyeron la base de la producción: la cebada, el trigo, el mijo, la espelta, la escanda y la avena. Una parte de la producción se debía de panificar, mientras que otra parte se dedicaba a la producción de cerveza. Las legumbres son el segundo grupo en importancia: la lenteja, el guisante, el haba, etc. El lino era importante, tanto por la obtención de fibras para hacer tejidos como de aceite. También la viña era un cultivo frecuente tanto por su consumo directo, como por su transformación en vino. En cuanto a la ganadería, los bóvidos machos eran explotados fundamentalmente como fuerza de trabajo en la actividad agrícola y las hembras por la obtención de leche. Los cerdos solo eran usados por su aportación alimentaria, mientras que cabras y ovejas serían usados para obtener de forma complementaria, carne, leche y lana. Los caballos serían animales de prestigio y útiles por la guerra. Por los poblados costeros la pesca también debía de ser una actividad importante, dado que se han encontrado anzuelos y plomos de red, pero no se conocen los tipos de barcas que usaban.
La metalurgia del hierro se aplica tanto a la producción de armas como a una gran diversidad de instrumentos de trabajo: rejas de arado, picos, hachas, azades, hoces, tijeras de trasquilar, etc. La metalurgia del bronce se aplica a la producción de objetos personales: hebillas de cinturón, fíbulas, agujas, anillas, pendientes, etc. La actividad textil está muy documentada tanto por algunas representaciones iconográficas de mujeres hilando como por la abundante presencia de pesos de telar. Los iberos vestían ropa de lino y lana. El tejido se realizaba dentro de las casas o al exterior junto a la entrada. El proceso de elaboración de un tejido constaba de varias fases: cardado de la lana, hilatura y textura. La hilatura se hacía con un huso de madera en un extremo del cual se colocaba una tortera de arcilla; el tejido se realizaba en telares verticales formados por una estructura de madera cuadrangular en la cual se agrupaban los hilos, tensándolos con ayuda de pesos de arcilla. Con la lanzadora de mano se hacía la trama.
Otras actividades artesanales que tenían lugar pero que son difíciles de documentar son el curtido  de pieles y el trabajo del esparto y de la madera, materiales ampliamente utilizados por los iberos.
La producción cerámica es muy variada y de muy buena calidad, con pastas trabajadas, depuradas y cocidas a alta temperatura: ánforas para el transporte, vajilla de mesa, vasos de almacenamiento y para la transformación de alimentos, etc. Las decoraciones acostumbran a ser pintadas en rojo tanto geométricas como figurativas.
El comercio de importación se documenta fundamentalmente por el hallazgo de vajilla de mesa y grandes envases de transporte de productos alimentarios (vino, aceite y salazones de pescado) griegos, fenicio-púnicos, etruscos y romanos. El comercio de exportación se documenta mediante el hallazgo de ánforas ibéricas en el Languedoc-Rosellón, en Cartago y en Ibiza que probablemente contenían vino y cerveza. Los cereales probablemente constituyeron una gran parte de las exportaciones teniendo en cuenta los grandes conjuntos de campos de silos que se documentan en el siglo IV a. C. coincidiendo con la intensificación de las importaciones. También los metales debían de ser objeto de exportación: especialmente el cobre y la plata.

## Moneda
Las primeras monedas que acuñaron los iberos para realizar intercambios comerciales son las producidas por los griegos en Ampurias y Rosas en el siglo V a. C.. De hecho inicialmente los iberos acuñaron la moneda fenicia y griega como objeto exótico de ostentación. A finales del siglo IV a. C. se acuña moneda a Arse, la actual Sagunto. El estallido de la segunda guerra púnica comporta la fabricación de gran cantidad de moneda de plata. Durante la dominación romana en la Hispania Citerior, la Hispania Ulterior y en poblaciones celtíberas se acuña moneda con inscripciones iberas.
Estas monedas han sido una herramienta privilegiada para conocer denominaciones de poblaciones, dioses, mitos o indumentaria que de otra manera hubieran quedado en el olvido.

## Religión
De la existencia de sacrificios de animales entre los iberos informa Estrabón, que dice que los iberos sacrificaban según el ritual de los griegos, recogían sangre en una pátera, entonaban cánticos y tocaban música de flautas. Muchos de los exvotos o pequeñas figuritas de bronce encontradas en los lugares de culto aparecen con los brazos abiertos en actitud de orar y en las decoraciones pintadas de la cerámica del Monte de San Miguel (Liria, Valencia) aparecen a menudo escenas de danza ritual. Los cultos a los antepasados tenían lugar en las casas, mientras que los relacionados con las fuerzas de la natura se desarrollaban en santuarios situados fuera de los asentamientos, a pesar de que en los yacimientos más importantes se detectan edificios singulares que probablemente tenían una función religiosa.
Uno de los cultos más populares era el de Deméter, una divinidad griega femenina relacionada con la agricultura y la muerte, asimilada en el mundo púnico a Tanit y que en el mundo ibérico estaría asimilada a alguna divinidad local. No se conocen los nombre de las divinidades ibéricas, a pesar de que en dos inscripciones latinas aparecen citadas dos divinidades de nombre céltico: Herotoragus y el dios Seitundus. En el mundo ibérico meridional hay evidencias de la conversión en héroes de personajes humanos: es el caso del santuario del Pajarillo (Huelma, Jaén).
Los cadáveres eran incinerados vestidos, a menudo con sus armas y otros objetos personales. Los restos eran lavados antes de ser colocadas en una urna que se enterraba en un hoyo acompañada de objetos personales y otras ofrendas. En el sur son muy frecuentes las grandes tumbas y los monumentos funerarios, en el norte solo se documentan pequeños túmulos y estelas a veces inscritas, como la encontrada en Rubí. A pesar de que la incineración es prácticamente universal entre los iberos, hay que destacar que es muy frecuente la inhumación de bebés dentro de las casas.
En cuanto a los aspectos ideológicos del ritual de incineración, se pensaba que el cadáver del difunto se convertía en humo que ascendía al Cielo. En caso de un guerrero muerto, las armas eran dobladas y quemaduras en el fuego funerario. Posteriormente, las brasas se apagarían posiblemente con vino y el resto de los huesos que no se habían quemado se lavaban y eran depositados en la urna. A continuación se celebraba una comida funeraria, que era más sofisticada cuanto más alta era la jerarquía del personaje sepultado, que precedía a la ceremonia de la libación o derramamiento del vino sobrante de este banquete y se colocaban ofrendas de alimentos en la tumba. También se rompían de manera ritual los vasos cerámicos que habían sido utilizados en la comida y se depositaban junto a la urna. Así se procuraba que el uso de los vasos finalizara con la vida del propietario. Este ritual de rotura de vajilla cerámica se encuentra constatado hasta el siglo III a. C. en las necrópolis ibéricas. En las necrópolis iberas documentadas, los vasos cerámicos formaban parte de las ofrendas o ajuar funerario, así como el armamento.